# Rafael Santandreu
Rafael Santandreu Lorite (Barcelona, 8 de diciembre de 1969) es un psicólogo español, formado inicialmente en la Universidad de Barcelona, especializado en libros de autoayuda.

## Biografía
Tras una etapa como profesor de la Universidad Ramon Llull, estudió con Giorgio Nardone.
Imparte docencia a médicos y psicólogos, y a la divulgación a través de medios como la revista Mente Sana.
Se caracteriza por su lenguaje sencillo, por recurrir a anécdotas y crear neologismos: «terribilitis»,«necesititis» o «bastantidad», así como eslóganes como «La vida es un chollo».

## Televisión
Es un colaborador habitual en programas de la televisión, como Para todos La 2 y A punto con La 2.

### Polémica
En enero de 2017, causó una polémica como invitado en el programa Late motiv de Andreu Buenafuente por haberle pasado al equipo del programa, a través de correo electrónico, tanto las preguntas como las respuestas que Andreu Buenafuente debería realizar durante la entrevista. Esto provocó que Buenafuente dedicara la primera parte de la entrevista a hacer pública la acción de manipulación, declarando que era la primera vez que, a lo largo de toda su carrera como comunicador, le había sucedido algo parecido, y pidió a Santandreu una explicación de las razones por las cuales había decidido hacer algo tan poco transparente de cara al público, y de alguna manera irrespetuoso para un comunicador profesional. Santandreu se justificó argumentando que, como antiguo profesor universitario, y con una experiencia negativa en distintas estrevistas periodísticas, él y su equipo de la Editorial Grijalbo habían decidido planificar por adelantado toda la conversación con el fin de difundir mejor el mensaje.

## Obras
- Santandreu, Rafael (2014). Escuela de Felicidad (Primera edición). Madrid: RBA LIBROS. p. 256. ISBN 9788490563847.

- Santandreu, Rafael (2013). El arte de no amargarse la vida (Primera edición). Madrid: Paidós Ibérica. p. 272. ISBN 9788449329999.

- Santandreu, Rafael (2015). Las gafas de la felicidad (Primera edición). Madrid: Grijalbo. p. 320. ISBN 9788425352126.

- Santandreu, Rafael (2014). L'art de no amargar-se la vida: les claus del canvi psicològic i la transformació personal (en catalán) (Primera edición). Barcelona: Cossetania. p. 224. ISBN 9788415403715.

- Santandreu, Rafael (2015). Les ulleres de la felicitat (en catalán) (Primera edición). Barcelona: Rosa dels vents. p. 320. ISBN 9788415961154.

- Santandreu, Rafael (2017). Ser feliz en Alaska. Mentes fuertes contra viento y marea (Primera edición). Barcelona: Grijalbo. p. 320. ISBN 9788425354212.

- Santandreu, Rafael (2018). Nada es tan terrible: La filosofía de los más fuertes y felices. Barcelona: Grijalbo. pp. 320. ISBN 9788425355851.

- Santandreu, Rafael (2021). Sin miedo (Primera edición). Barcelona: Grijalbo. p. 296. ISBN 9788425361104.[19]

- Santandreu, Rafael (2023). El método para vivir sin miedo (Primera edición). Barcelona: Grijalbo. p. 256. ISBN 9788425365508.[20]

- Santandreu, Rafael (2024). No hagas montañas de granos de arena (Primera edición). Barcelona: Grijalbo. p. 336. ISBN 9788425367250.[21]